# Central Camionera de Tlaquepaque
La Central Camionera Sur, más conocida como Mini Terminal Tlaquepaque de Autobuses, consta de 4 andenes y 6 mostradores, abierta con la intención de dar un mejor servicio a los viajeros, al no tomar el transporte en plena banqueta, entre el tráfico del Periférico. Solo funcionará para salidas de autobuses, mientras que las llegadas se seguirán realizando a lo largo de Periférico. Cuenta con las líneas de autobuses nacionales Grupo Estrella Blanca, Grupo IAMSA, Grupo Flecha Amarilla, y Grupo Herradura de Occidente.

## Ubicación
Está ubicada en Periférico Sur No 8010 dentro de la zona Periférico Sur, ubicada a unos 200 metros del cruce de Avenida Colón y Périférico en la Estación de Periférico Sur del Tren Ligero en Tlaquepaque.

## Historia
Se empezó a dar el servicio la nueva central de Autobuses (Terminal Tlaquepaque de Autobuses) en la zona del periférico sur, ubicada a unos 200 metros del cruce de Avenida Colón y Périférico en la Estación de Periférico Sur del Tren Ligero. Esta es la nueva mini terminal apenas tiene 4 andenes y 6 mostradores, con la intención de dar un mejor servicio a los viajeros, al no tomar el transporte en plena banqueta, entre el tráfico del Periférico. Cuenta con servicio de estacionamiento, sanitarios y bancas para esperar, seguridad y alumbrado exterior lo que otorgar mayor seguridad y comodidad a los clientes. Solo funcionará para salidas de autobuses, mientras que las llegadas se seguirán realizando a lo largo de Periférico. Se espera contar con al menos 22 destinos, la mayoría hacia región pacífico norte del país.

## Especificaciones de la Terminal
- Número de andenes: 4
- Espacios de aparcamiento de autobuses:
- Superficie total de la terminal:
- Servicio de Estacionamiento: Superficial
- Número de taquillas: 6
- Número de locales comerciales: 3
- Salas de espera: 1

## Destinos
| Líneas de Autobuses                      | Destinos |
| ---------------------------------------- | --- |
| Autobuses Futura                         | Aguascalientes, Guadalajara y Tepic. |
| Autobuses Interestatales de México ELITE | Ciudad Obregón, Culiacán, Guadalajara, Hermosillo, Los Mochis, Mazatlán, Mexicali, Navojoa, Peñitas, San Luis Río Colorado, Sonoyta, Tepic y Tijuana. |
| Transportes Chihuahuenses                | Aguascalientes, Guadalajara y Mazatlán. |
| Transportes del Pacífico                 | Aguascalientes, Ciudad Obregón, Culiacán, Guadalajara, Hermosillo, Los Mochis, Mazatlán, Mexicali, Navojoa, Peñitas, San Luis Río Colorado, Sonoyta, Tepic y Tijuana. |
| Transportes Norte de Sonora              | Ciudad Obregón, Culiacán, Guadalajara, Hermosillo, Los Mochis, Mazatlán, Mexicali, Navojoa, Peñitas, San Luis Río Colorado, Sonoyta, Tepic y Tijuana. |
| Ómnibus de Oriente                       | Guadalajara. |
| ETN Turistar Lujo                        | Barra de Navidad, Ciudad Obregón, Cihuatlán, Colima, Culiacán, Hermosillo, Los Mochis, Manzanillo, Mazatlán, Nogales (Terminal TAP), Tepic y Zapopan. |
| Autovías Centro Occidente / La Línea     | Ciudad Guzmán, Colima, Guadalajara, Manzanillo y Tecomán. |
| Ómnibus de México/Plus                   | Ahuacaltán, Agua Prieta, Caborca, Cananea, Ciudad Acuña, Ciudad Camargo, Ciudad Obregón, Ciudad Delicias, Ciudad de México Central Norte, Ciudad Guzmán, Ciudad Jiménez, Ciudad Juárez, Ciudad Victoria, Colima, Chihuahua, Culiacán, Durango, Empalme, Escuinapa, Ensenada, Gómez Palacio, Guadalajara, Guamúchil, Guasave, Guaymas, Ixtlán del Río, Hermosillo, Los Mochis, Magdalena de Kino, Manzanillo, Matamoros, Mazatlán, Mexicali, Monterrey (Central), Navojoa, Navolato, Nogales, Puebla, Reynosa, Saltillo, San Luis Río Colorado, Santa Ana, Sonoyta, Tecate, Tecomán, Tepic, Tijuana, Torreón, Tuxpan y Zapopan. |
| Primera Plus                             | Ameca, Autlán, Barra de Navidad, Ciudad de México, Ciudad Guzmán, Cihuatlán, Colima, Cuautla, Cuernavaca, El Tuito, Guadalajara, Guanajuato, Irapuato, La Huerta, La Manzanilla, León, Manzanillo, Mezcales, Nuevo Vallarta, Peñitas, Periférico, Pino Suárez, Puerto Vallarta, Salamanca, Salvatierra, Sayula, Tamazula, Tecomán, Tequesquite, Tomatlán, Unión de Tula, Villa Purificación y Zapopan. |
| Servicios Coordinados                    | Amealco, Ameca, Arandas, Atotonilco, Autlán, Barra de Navidad, Ciudad Guzmán, Cihuatlán, Cocula, Colima, Cuautla, Cuernavaca, El Tuito, Guadalajara, La Huerta, La Manzanilla, Magdalena, Manzanillo, Melaque, Peñitas, Pino Suárez, Puerto Vallarta, Querétaro, Sayula, Tamazula, Tecomán, Tequesquite, Tomatlán, Tonalá, Villa Purificación y Zapopan. |
| Costa Mar                                | Autlán y Manzanillo. |

## Transporte público de pasajeros
- Transporte colectivo
- Servicio de taxi